# ASN-206 (БПЛА)
ASN-206 — разведывательный БПЛА. Разработан китайской компанией «Xian ASN Technology Group Company» при участии Северного Политехнического Института. Серийное производство было начато в 1996 году.

## Описание
Запуск БПЛА осуществляется при помощи ракетного ускорителя. Установлен электронно-оптический комплекс израильской фирмы Tadiran Ltd.
Комплекс включает: вертикальную, панорамную и телевизионную камеры, инфракрасные датчики, системы позиционирования, целеуказания и наведения. Передача данных осуществляется в режиме реального времени.

## ЛТХ
- Размах крыла, м 6,00
- Длина, м 3,80
- Высота, м 1,40
- Масса, кг
  - полезной нагрузки 50
  - максимальная взлётная 222
- Тип двигателя 1 ПД HS-700
- Мощность, л.с. 1 х 50
- Максимальная скорость, км/ч 210
- Дальность действия, км 150
- Продолжительность полёта, ч
  - нормальная 4
  - максимальная 8
- Практический потолок, м 5000-6000